# Internazionali di Tennis Città dell'Aquila 2018
Gli Internazionali di Tennis Città dell'Aquila del 2018 — commercialmente, Goldbet Tennis Cup 2018 — sono stati un torneo professionistico di tennis, facenti parte della categoria ATP Challenger Tour.
Il torneo si è giocato in Italia, all'Aquila, sui campi in terra rossa del Circolo Tennis L'Aquila, dal 18 al 24 giugno. Sono stati la prima edizione svoltasi in Abruzzo dopo lo spostamento del torneo Challenger da Todi.

## Vincitori

### Singolare
Facundo Bagnis ha battuto in finale  Paolo Lorenzi con il punteggio di 2–6, 6–3, 6–4.

### Doppio
Filippo Baldi e  Andrea Pellegrino hanno battuto in finale  Pedro Martínez e  Mark Vervoort 4–6, 6–3, [10-5].